# Mountain bike al XVII Festival olimpico estivo della gioventù europea
 Unire a Ciclismo al XVII Festival olimpico estivo della gioventù europea

Le competizioni di mountain bike al XVII Festival olimpico estivo della gioventù europea si sono svolte il 26 luglio 2023 a Maribor, in Slovenia

## Podi
| Evento  | Oro            | Argento        | Bronzo                |
| Ragazzi | Kryštof Bažant | Elias Hückmann | Valentin Hofer        |
| Ragazze | Anja Grossmann | Lise Revol     | Maruša Tereza Šerkezi |